# Mezistátní utkání české hokejové reprezentace v sezóně 1999/2000
Mezistátních utkání české hokejové reprezentace v sezóně 1999/2000 bylo celkem 32 s celkovou bilancí 21 vítězství, 4 remízy a 7 porážek. Nejprve odehrála reprezentace 1 přátelský zápas se Slovenskem, pak 3 zápasy na Česká pojišťovna Cupu 1999, následovaly 3 zápasy na Karjala Cupu 1999 a 2 přátelské zápasy. Potom to byly 4 zápasy na Baltika Cupu 1999 a 4 zápasy na Švédských hokejových hrách 2000. Následovalo 6 přátelských zápasů a 9 zápasů na Mistrovství světa v ledním hokeji 2000.

## Přehled mezistátních zápasů
| Pořadí | Datum        |       | Výsledek              | Soupeř    | Soutěž                       | Místo utkání   |
| ------ | ------------ | ----- | --------------------- | --------- | ---------------------------- | -------------- |
| 1368.  | 31. 08. 1999 | Česko | 6 : 3 (1:2, 3:1, 2:0) | Slovensko | přátelsky                    | Znojmo         |
| 1369.  | 2. 9. 1999   | Česko | 4 : 2 (2:0, 0:0, 2:2) | Švédsko   | Česká pojišťovna Cup 1999    | Zlín           |
| 1370.  | 4. 9. 1999   | Česko | 3 : 1 (2:1, 1:0, 0:0) | Rusko     | Česká pojišťovna Cup 1999    | Zlín           |
| 1371.  | 5. 9. 1999   | Česko | 3 : 0 (1:0, 0:0, 2:0) | Finsko    | Česká pojišťovna Cup 1999    | Zlín           |
| 1372.  | 11. 11. 1999 | Česko | 2 : 3 (0:1, 1:2, 1:0) | Finsko    | Karjala Cup 1999             | Espoo          |
| 1373.  | 13. 11. 1999 | Česko | 4 : 1 (0:1, 1:0, 3:0) | Švédsko   | Karjala Cup 1999             | Espoo          |
| 1374.  | 14. 11. 1999 | Česko | 1 : 3 (1:0, 0:2, 0:1) | Rusko     | Karjala Cup 1999             | Helsinky       |
| 1375.  | 9. 12. 1999  | Česko | 4 : 3 (1:0, 2:2, 1:1) | Kanada    | přátelsky                    | Brno           |
| 1376.  | 11. 12. 1999 | Česko | 3 : 3 (2:3, 0:0, 1:0) | Slovensko | přátelsky                    | Zvolen         |
| 1377.  | 16. 12. 1999 | Česko | 2 : 0 (0:0, 2:0, 0:0) | Švédsko   | Baltika Cup 1999             | Moskva         |
| 1378.  | 17. 12. 1999 | Česko | 1 : 3 (0:2, 0:1, 1:0) | Finsko    | Baltika Cup 1999             | Moskva         |
| 1379.  | 19. 12. 1999 | Česko | 1 : 1 (1:0, 0:0, 0:1) | Rusko     | Baltika Cup 1999             | Moskva         |
| 1380.  | 20. 12. 1999 | Česko | 6 : 2 (2:1, 3:0, 1:1) | Kanada    | Baltika Cup 1999             | Moskva         |
| 1381.  | 8. 2. 2000   | Česko | 6 : 2 (0:1, 1:1, 5:0) | Rusko     | Švédské hokejové hry 2000    | Stockholm      |
| 1382.  | 9. 2. 2000   | Česko | 1 : 3 (0:3, 0:0, 1:0) | Finsko    | Švédské hokejové hry 2000    | Stockholm      |
| 1383.  | 11. 2. 2000  | Česko | 1 : 0 (0:0, 0:0, 1:0) | Kanada    | Švédské hokejové hry 2000    | Stockholm      |
| 1384.  | 12. 2.2000   | Česko | 3 : 1 (1:0, 2:0, 0:1) | Švédsko   | Švédské hokejové hry 2000    | Stockholm      |
| 1385.  | 11. 4. 2000  | Česko | 5 : 5 (1:2, 4:3, 0:0) | Slovensko | přátelsky                    | Žilina         |
| 1386.  | 12. 4. 2000  | Česko | 1 : 2 (0:0, 1:0, 0:2) | Slovensko | přátelsky                    | Poruba         |
| 1387.  | 16. 4. 2000  | Česko | 1 : 0 (0:0, 0:0, 1:0) | Švýcarsko | přátelsky                    | Kreuzlingen    |
| 1388.  | 17. 4. 2000  | Česko | 1 : 1 (1:1, 0:0, 0:0) | Švýcarsko | přátelsky                    | Biel           |
| 1389.  | 19. 4. 2000  | Česko | 2 : 1 (1:0, 1:0, 0:1) | Rusko     | přátelsky                    | Mladá Boleslav |
| 1390   | 20. 4. 2000  | Česko | 1 : 3 (0:0, 1:2, 0:1) | Rusko     | přátelsky                    | Praha          |
| 1391.  | 29. 4. 2000  | Česko | 4 : 0 (1:0, 0:0, 3:0) | Norsko    | Mistrovství světa 2000 (ZS)  | Petrohrad      |
| 1392.  | 1. 5. 2000   | Česko | 6 : 3 (2:1, 2:1, 2:1) | Japonsko  | Mistrovství světa 2000 (ZS)  | Petrohrad      |
| 1393.  | 3. 5. 2000   | Česko | 2 : 1 (1:1, 1:0, 0:0) | Kanada    | Mistrovství světa 2000 (ZS)  | Petrohrad      |
| 1394.  | 5. 5. 2000   | Česko | 9 : 2 (2:0, 5:0, 2:2) | Itálie    | Mistrovství světa 2000 (OFS) | Petrohrad      |
| 1395.  | 7. 5. 2000   | Česko | 4 : 6 (2:1, 1:2, 1:3) | Finsko    | Mistrovství světa 2000 (OFS) | Petrohrad      |
| 1396.  | 8. 5. 2000   | Česko | 6 : 2 (1:0, 3:2, 2:0) | Slovensko | Mistrovství světa 2000 (OFS) | Petrohrad      |
| 1397.  | 11. 5. 2000  | Česko | 3 : 1 (0:0, 3:1, 0:0) | Lotyšsko  | Mistrovství světa 2000 (ČTF) | Petrohrad      |
| 1398.  | 12. 5. 2000  | Česko | 2 : 1 (1:1, 0:0, 1:0) | Kanada    | Mistrovství světa 2000 (SMF) | Petrohrad      |
| 1399.  | 14. 5. 2000  | Česko | 5 : 3 (3:0, 0:1, 2:2) | Slovensko | Mistrovství světa 2000 (FIN) | Petrohrad      |

## Bilance sezóny 1999/00
| Soupeř    | Zápasy | Výhry | Remízy | Prohry | Skóre  |
| --------- | ------ | ----- | ------ | ------ | ------ |
| Finsko    | 5      | 1     | 0      | 4      | 11:15  |
| Itálie    | 1      | 1     | 0      | 0      | 9:2    |
| Japonsko  | 1      | 1     | 0      | 0      | 6:3    |
| Kanada    | 5      | 5     | 0      | 0      | 15:7   |
| Lotyšsko  | 1      | 1     | 0      | 0      | 3:1    |
| Norsko    | 1      | 1     | 0      | 0      | 4:0    |
| Rusko     | 6      | 3     | 1      | 2      | 14:11  |
| Slovensko | 6      | 3     | 2      | 1      | 26:18  |
| Švédsko   | 4      | 4     | 0      | 0      | 13:4   |
| Švýcarsko | 2      | 1     | 1      | 0      | 2:1    |
| Celkem    | 32     | 21    | 4      | 7      | 103:62 |

## Přátelské mezistátní zápasy
Česko -  Slovensko	6:3 (1:2, 3:1, 2:0)
31. srpna 1999 - Znojmo

Branky Česka: 15. David Výborný, 25. Jan Čaloun, 31. Tomáš Vlasák, 36. František Kučera, 48. David Výborný, 51. Petr Čajánek

Branky Slovenska: 6. Bartoš, 11. Pardavý, 28. Gavalier.

Rozhodčí: Müller (GER) – Český (CZE), Němčovič (SVK)

Vyloučení: 6:9 (1:1, 1:1)

Diváků: 6 000
Česko: Martin Prusek – Jiří Vykoukal, František Kučera, Ladislav Benýšek, Jan Srdínko, Aleš Píša, Martin Štěpánek, Radek Martínek, Martin Richter – Jan Čaloun, Robert Reichel, David Výborný – Viktor Ujčík, Jiří Dopita, Radek Bělohlav – Petr Tenkrát, Roman Šimíček, Tomáš Vlasák – Václav Král, Petr Čajánek, Jan Tomajko.
Slovensko: Rybár – Novotný, Gavalier, Višňovský, Hecl, L. Čierny, Pavlikovský – Pardavý, P. Pucher, Bartoš – Plch, Hreus, Kulha – Opatovský, Kapuš, Lipianský – Török, Hurtaj, Andrašovský.

 Česko -  Kanada	4:3 (1:0, 2:2, 1:1)

9. prosince 1999 - Brno

Branky Česka: 9. Aleš Píša, 26. Jaroslav Hlinka, 37. Viktor Ujčík, 60. Radim Tesařík

Branky Kanady: 25. P. Johnson, 34. Mougenei.

Rozhodčí: Mihálik (SVK) – Český, Barvíř (CZE)

Vyloučení: 3:9 (1:0)

Diváků: 8 500
Česko: Dušan Salfický – Libor Zábranský, Angel Nikolov, M. Čech, Hanzlík, Aleš Píša, Ladislav Benýšek, Radim Tesařík , Petr Gřegořek – Viktor Ujčík, Pavel Patera, David Moravec – Martin Špaňhel, Kořínek, Luděk Krayzel – Václav Král, Kamil Piroš, Jaroslav Hlinka – Václav Pletka, Michal Broš, J. Kopecký.
Kanada: Ram – Allen, Labenski, Diduck, P. Johnson, Hogan, Sheptak, W. Jarvis – Gordon, Majic, Savola – Mehalko, K. Sompson, Rempel – Choiniere, H. Boisvert, Stoiner – Schmid, Ulmer, Mougenel – W. Norris.

 Česko -  Slovensko	3:3 (2:3, 0:1, 1:0)
11. prosince 1999 - Zvolen

Branky Česka: 10. David Moravec, 20. Václav Král, 48. Václav Pletka

Branky Slovenska: 4. Sekeráš, 4. Pohorelec, 14. Šechný.

Rozhodčí: Karas (POL) – Halecký, Ištoňa (SVK)

Vyloučení: 1:1

Diváků: 4 512
Česko: Vladimír Hudáček – Libor Zábranský, Angel Nikolov, M. Čech, Hanzlík, Aleš Píša, Ladislav Benýšek, Radim Tesařík , Petr Gřegořek – Viktor Ujčík, Pavel Patera, David Moravec – Martin Špaňhel, Kořínek, Luděk Krayzel – Václav Král, Kamil Piroš, Jaroslav Hlinka – Václav Pletka, Michal Broš, J. Kopecký.
Slovensko: Rybár – Jasečko, Sekeráš, L. Čierny, Štork, Majeský, Kledrowetz, Richard Pavlokovský, Novotný – Török, P. Pucher, Bartoš – Pohorelec, Šechný, Andrašovský – Plch, Hurtaj, Uram – A. Rajčák, Hreus, Rampáček.

 Česko -  Slovensko	5:5 (2:1, 3:4, 0:0)
11. dubna 2000 - Žilina

Branky Česka: 13. Martin Špaňhel, 29. Jiří Vykoukal, 30. Václav Král, 36. Martin Špaňhel, 39. Jiří Marušák

Branky Slovenska: 5. Opatovský, 9. Hurtaj, 23. Fabuš, 28. a 31. Kulha TS.

Rozhodčí: Rejthar (CZE) – Lokšík, Popovič (SVK)

Vyloučení: 6:5 (1:4, 1:0)

Diváků: 2 500
Česko: Dušan Salfický – Jiří Vykoukal, Martin Štěpánek, Jiří Marušák, Tomáš Žižka, Radek Martínek, Jakeš, P. Svoboda, Dobroň – Martin Špaňhel, Robert Reichel, Martin Havlát – Václav Král, Petr Čajánek, J. Kopecký – Petr Tenkrát, Jiří Burger, Zdeněk Skořepa – Václav Pletka, Petr Hubáček, Libor Pivko.
Slovensko: Rybár – Čakajík, Sekeráš, Ďurčo, Štrbák, A. Novotný, Harant, Jasečko, Kolba – Somík, P. Pucher, Bartoš – Opatovský, Štefanka, Hurtaj – Plch, Fabuš, Uram – Škovíra, Surový, Kulha.

 Česko -  Slovensko	1:2 (0:0, 1:0, 0:2)
12. dubna 2000 - Poruba

Branky Česka: 28. Václav Pletka

Branky Slovenska: 48. Škovíra, 52. Fabuš.

Rozhodčí: Karas (POL) – Český (CZE), Lauff (SVK)

Vyloučení: 1:3

Diváků: 5 000
Česko: Vladimír Hudáček – Martin Štěpánek, Jiří Vykoukal, Jiří Marušák, Žížka, Jakeš, Radek Martínek, P. Svoboda, Dobroň – Martin Špaňhel, Robert Reichel, Martin Havlát – Václav Král, Petr Čajánek, Kopecký – Zdeněk Skořepa, Petr Tenkrát, Jiří Burger – Libor Pivko, Petr Hubáček, Václav Pletka.
Slovensko: Lipovský – Jasečko, Sekeráš, Ďurčo, Štrbák, Čakajík, A. Novotný, Harant – Jánoš, P. Pucher, Bartoš – Škovíra, Štefanka, Hurtaj – Plch, Fabuš, Uram – Somík, Surový, Kulha.

 Česko -  Švýcarsko	1:0 (0:0, 0:0, 1:0)
16. dubna 2000 - Kreuzlingen

Branky Česka: 44. Tomáš Vlasák.

Branky Švýcarska: nikdo

Rozhodčí: Trainer (GER) – Peer, Mandioni (SUI)

Vyloučení: 9:6 (1:0)

Diváků: 5 120
Česko: Dušan Salfický – Martin Štěpánek, Jiří Vykoukal, Radek Martínek, Tomáš Žižka, Jiří Marušák, Jakeš, P. Svoboda, Dobroň – Martin Špaňhel, Robert Reichel, Tomáš Vlasák – Petr Tenkrát, Petr Čajánek, Martin Havlát – Václav Pletka, Jiří Burger, Kopecký – Václav Král, Petr Hubáček, Libor Pivko.
Švýcarsko: Gerber – Seger, Steinegger, J. Vauclair, R. Ziegler, Sutter, Salis, Voisard, Keller – Fischer, Crameri, Jenni – Demuth, von Arx, Rüthemann – Müller, Zeiter, Micheli – Baldi, Aeschlimann, T. Ziegler – Conne.

 Česko -  Švýcarsko	1:1 (1:1, 0:0, 0:0)
17. dubna 2000 - Biel	

Branky Česka: 5. Martin Špaňhel

Branky Švýcarska: 17. Conne.

Rozhodčí: Trainer (GER) – Hoffmann, Mandioni (SUI)

Vyloučení: 7:6 + Tomáš Vlasák na 10 min.

Diváků: 6 824
Česko: Vladimír Hudáček – Jiří Vykoukal, Martin Štěpánek, Radek Martínek, Tomáš Žižka, Jiří Marušák, Jakeš, P. Svoboda, Dobroň – Martin Špaňhel, Robert Reichel, Tomáš Vlasák – Petr Tenkrát, Petr Čajánek, Martin Havlát – Václav Pletka, Jiří Burger, Kopecký – Václav Král, Petr Hubáček, Libor Pivko.
Švýcarsko: Pavoni – Steinegger, Seger, J. Vauclair, R. Ziegler, Sutter, Salis, Voisard, Keller – Fischer, Crameri, Jenni – Demuth, von Arx, Rüthemann – Della Rossa, Conne, Micheli – Baldi, Aeschlimann, Müller.

 Česko -  Rusko	2:1 (1:0, 1:0, 0:1)
19. dubna 2000 - Mladá Boleslav

Branky Česka: 12. Martin Procházka, 23. Martin Špaňhel

Branky Ruska: 47. Karpov.

Rozhodčí: Mihálik (SVK) – Bádal, Český (CZE)

Vyloučení: 4:1

Diváků: 4 600
Česko: Dušan Salfický – Petr Buzek, František Kaberle, Radek Martínek, Ladislav Benýšek, P. Svoboda, František Kučera – David Výborný, Jiří Dopita, Jan Tomajko – Martin Havlát, Pavel Patera, Martin Procházka – Martin Špaňhel, Petr Čajánek, Tomáš Vlasák – Petr Tenkrát, Michal Broš, Václav Pletka.
Rusko: Podomackij – Chavanov, A. Markov, Petročinin, Šargorodskij, Galanov, Rjabykin, Skopincev, Krasotkin – Kovalenko, Prokopjev, Charitonov – Vlasenkov, Archipov, Kamenskij – Sušinskij, Kozněv, Zatonskij – Karpov, Kudašov, Trofimov.

 Česko -  Rusko	1:3 (0:0, 1:2, 0:1)
20. dubna 2000 - Praha

Branky Česka: 38. David Výborný

Branky Ruska: 28. Kudašov, 35. Karpov, 55. Guljavcev.

Rozhodčí: Mihálik (SVK) – Barvíř, Blümel (CZE)

Vyloučení: 9:14 + Benýšek a Skopincev do konce utkání, Kovalenko na 10 min.

Diváků: 6 300
Česko: Roman Čechmánek – P. Svoboda, František Kučera, Petr Buzek, František Kaberle, Radek Martínek, Ladislav Benýšek – David Výborný, Jiří Dopita, Jan Tomajko – Martin Havlát, Pavel Patera, Václav Pletka – Martin Špaňhel, Robert Reichel, Tomáš Vlasák – Petr Tenkrát, Michal Broš, Petr Čajánek.
Rusko: Bryzgalov – Chavanov, A. Markov, Skopincev, Šargorodskij, Galanov, Krasotkin, Ždan, Filimonov – Guljavcev, Prokopjev, Charitonov – Vlasenkov, Archipov, Kamenskij – Sušinskij, Kozněv, Zatonskij – Kovalenko, Kudašov, Karpov.